# Exo Planet 5 – The EXplOration
EXO PLANET #5 – The EXplOration là chuyến lưu diễn thứ năm của nhóm nhạc Hàn - Trung EXO (nhóm nhạc). Chuyến lưu diễn được công bố vào ngày 30 tháng 5 năm 2019 và bắt đầu tại sân vận động KSPO Dome, Seoul vào ngày 19 tháng 7 năm 2019.

## Lịch sử

### Hàn Quốc
Thông báo về chuyến lưu diễn chính thức được công bố bởi SM Entertainment vào ngày 30 tháng 5 năm 2017, với ba buổi biểu diễn vào ngày 19-21 và 26-28 tháng 7 năm 2019 tại Nhà thi đấu Thể dục dụng cụ Olympic.
Đây là tour thứ hai của EXO với 6 buổi biển diễn liên tiếp trong 2 tuần tại Nhà thi đấu Thể dục dụng cụ Olympic.

## Danh sách tiết mục
VCR mở đầu
- Intro
- Tempo (KR)
- Transformer (KR)
- Gravity
- Sign

BAEKHYUN VCR
- UN Village (Baekhyun solo)

VCR
- 24/7
- Love Shot (KR)
- Ooh La La

MENT
- Monster (KR)
- Oasis
- Been Through (Suho solo)
- Lights Out (Chen solo)

VCR
- What A Life (EXO-SC sub unit)
- Close To You (EXO-SC sub unit)
- Falling For You (KR)
- Wait

MENT
- Power (KR)
- Confession (Kai solo)

VCR
- Bad Dream
- Damage ̟ Sehun solo
- Growl (KR)
- Overdose (KR)
- Call Me Baby (KR)

VCR
Encore
- Unfair (KR)
- On The Snow (KR)

ENDING MENT
- Smile On My Face

VCR mở đầu
- Intro
- Tempo (KR)
- Transformer (KR)
- Gravity

BAEKHYUN VCR
- UN Village (Baekhyun solo)

VCR
- 24/7
- Love Shot (KR)
- Ooh La La

MENT
- Monster (KR)
- Oasis
- Been Through (Suho solo)
- Lights Out (Chen solo)

VCR
- What A Life (EXO-SC sub unit)
- Close To You (EXO-SC sub unit)
- Falling For You (KR)
- Wait

MENT
- Power (KR)
- Confession (Kai solo)

VCR
- Bad Dream
- Damage ̟ Sehun solo
- Growl (KR)
- Overdose (KR)
- Call Me Baby (KR)

VCR
Encore
- Unfair (KR)
- On The Snow (KR)

ENDING MENT
- Smile On My Face

VCR mở đầu
- Intro
- Tempo (KR)
- Transformer (KR)
- Gravity

BAEKHYUN VCR
- UN Village (Baekhyun solo)

VCR
- 24/7
- Love Shot (KR)
- Ooh La La

MENT
- Monster (KR)
- Oasis
- Been Through (Suho solo)
- Lights Out (Chen solo)

VCR
- What A Life (EXO-SC sub unit)
- Close To You (EXO-SC sub unit)
- Falling For You (KR)
- Wait

MENT
- Power (KR)
- Confession (Kai solo)

VCR
- Bad Dream
- Damage ̟ Sehun solo
- Growl (KR)
- Overdose (KR)
- Call Me Baby (KR)

VCR
Encore
- Unfair (KR)
- On The Snow (KR)

ENDING MENT
- Smile On My Face

VCR mở đầu
- Intro
- Tempo (KR)
- Transformer (KR)
- Gravity

BAEKHYUN VCR
- UN Village (Baekhyun solo)

VCR
- 24/7
- Love Shot (KR)
- Ooh La La

MENT
- Monster (KR)
- Oasis
- Been Through (Suho solo)
- Lights Out (Chen solo)

VCR
- What A Life (EXO-SC sub unit)
- Close To You (EXO-SC sub unit)
- Falling For You (KR)
- Wait

MENT
- Power (KR)
- Confession (Kai solo)

VCR
- Bad Dream
- Damage ̟ Sehun solo
- Growl (KR)
- Overdose (KR)
- Call Me Baby (KR)

VCR
Encore
- Unfair (KR)
- On The Snow (KR)

ENDING MENT
- Smile On My Face

VCR mở đầu
- Intro
- Tempo (KR)
- Transformer (KR)
- Gravity

BAEKHYUN VCR
- UN Village (Baekhyun solo)

VCR
- 24/7
- Love Shot (KR)
- Ooh La La

MENT
- Monster (KR)
- Oasis
- Been Through (Suho solo)
- Lights Out (Chen solo)

VCR
- What A Life (EXO-SC sub unit)
- Close To You (EXO-SC sub unit)
- Falling For You (KR)
- Wait

MENT
- Power (KR)
- Confession (Kai solo)

VCR
- Bad Dream
- Damage ̟ Sehun solo
- Growl (KR)
- Overdose (KR)
- Call Me Baby (KR)

VCR
Encore
- Unfair (KR)
- On The Snow (KR)

ENDING MENT
- Smile On My Face

VCR mở đầu
- Intro
- Tempo (KR)
- Transformer (KR)
- Gravity

BAEKHYUN VCR
- UN Village (Baekhyun solo)

VCR
- 24/7
- Love Shot (KR)
- Ooh La La

MENT
- Monster (KR)
- Oasis
- Been Through (Suho solo)
- Lights Out (Chen solo)

VCR
- What A Life (EXO-SC sub unit)
- Close To You (EXO-SC sub unit)
- Falling For You (KR)
- Wait

MENT
- Power (KR)
- Confession (Kai solo)

VCR
- Bad Dream
- Damage ̟ Sehun solo
- Growl (KR)
- Overdose (KR)
- Call Me Baby (KR)

VCR
Encore
- Unfair (KR)
- On The Snow (KR)

ENDING MENT
- Smile On My Face

VCR mở đầu
- Intro
- Tempo (KR)
- Transformer (KR)
- Gravity

BAEKHYUN VCR
- UN Village (Baekhyun solo)

VCR
- 24/7
- Love Shot (KR)
- Ooh La La

MENT
- Monster (KR)
- Oasis
- Been Through (Suho solo)
- Lights Out (Chen solo)

VCR
- What A Life (EXO-SC sub unit)
- Close To You (EXO-SC sub unit)
- Falling For You (KR)
- Wait

MENT
- Power (KR)
- Confession (Kai solo)

VCR
- Bad Dream
- Damage ̟ Sehun solo
- Growl (KR)
- Overdose (KR)
- Call Me Baby (KR)

VCR
Encore
- Unfair (KR)
- On The Snow (KR)

ENDING MENT
- Smile On My Face

VCR mở đầu
- Intro
- Tempo (KR)
- Transformer (KR)
- Gravity

BAEKHYUN VCR
- UN Village (Baekhyun solo)

VCR
- 24/7
- Love Shot (KR)
- Ooh La La

MENT
- Monster (KR)
- Oasis
- Been Through (Suho solo)
- Lights Out (Chen solo)

VCR
- What A Life (EXO-SC sub unit)
- Close To You (EXO-SC sub unit)
- Falling For You (KR)
- Wait

MENT
- Power (KR)
- Confession (Kai solo)

VCR
- Bad Dream
- Damage ̟ Sehun solo
- Growl (KR)
- Overdose (KR)
- Call Me Baby (KR)

VCR
Encore
- Unfair (KR)
- On The Snow (KR)

ENDING MENT
- Smile On My Face

VCR mở đầu
- Intro
- Tempo (KR)
- Transformer (KR)
- Gravity

BAEKHYUN VCR
- UN Village (Baekhyun solo)

VCR
- 24/7
- Love Shot (KR)
- Ooh La La

MENT
- Monster (KR)
- Oasis
- Been Through (Suho solo)
- Lights Out (Chen solo)

VCR
- What A Life (EXO-SC sub unit)
- Close To You (EXO-SC sub unit)
- Falling For You (KR)
- Wait

MENT
- Power (KR)
- Confession (Kai solo)

VCR
- Bad Dream
- Damage ̟ Sehun solo
- Growl (KR)
- Overdose (KR)
- Call Me Baby (KR)

VCR
Encore
- Unfair (KR)
- On The Snow (KR)

ENDING MENT
- Bird
- Smile On My Face

Opening VCR
- Intro.
- Obsession
- Jekyll
- Monster

Baekhyun VCR
- UN Village (Baekhyun solo)

VCR
- 24/7
- Love Shot
- Ooh La La La

Ment
- Tempo
- Oasis
- Been Through (Suho solo)
- Miracles In December (Chen solo)

VCR
- What A Life (EXO-SC sub unit)
- Just Us 2 (EXO-SC sub unit, Suho)
- Butterfly Effect
- Non Stop
- Day After Day

Ment
- Power
- Confession (Kai solo)
- Spoiler (Kai solo)

VCR
- Bad Dream
- Damage + (Sehun solo)
- Growl (Shortened)
- Overdose (Shortened)
- Call Me Baby

VCR
Encore
- First Snow
- On The Snow

Ending Ment
- Angel

## Danh sách buổi diễn
| Ngày                 | Thành phố    | Quốc gia    | Địa điểm                                  | Số vé  | Doanh thu |
| -------------------- | ------------ | ----------- | ----------------------------------------- | ------ | --------- |
| Châu Á               |              |             |                                           |        |           |
| 19 tháng 7 năm 2019  | Seoul        | Hàn Quốc    | KSPO Dome                                 | 90.000 |           |
| 20 tháng 7 năm 2019  | Seoul        | Hàn Quốc    | KSPO Dome                                 | 90.000 |           |
| 21 tháng 7 năm 2019  | Seoul        | Hàn Quốc    | KSPO Dome                                 | 90.000 |           |
| 26 tháng 7 năm 2019  | Seoul        | Hàn Quốc    | KSPO Dome                                 | 90.000 |           |
| 27 tháng 7 năm 2019  | Seoul        | Hàn Quốc    | KSPO Dome                                 | 90.000 |           |
| 28 tháng 7 năm 2019  | Seoul        | Hàn Quốc    | KSPO Dome                                 | 90.000 |           |
| 10 tháng 8 năm 2019  | Hồng Kông    | Hồng Kông   | AsiaWorld–Arena                           | 20,000 |           |
| 11 tháng 8 năm 2019  | Hồng Kông    | Hồng Kông   | AsiaWorld–Arena                           | 20,000 |           |
| 23 tháng 8 năm 2019  | Manila       | Philippines | Mall of Asia Arena                        | 20,000 |           |
| 24 tháng 8 năm 2019  | Manila       | Philippines | Mall of Asia Arena                        | 20,000 |           |
| 15 tháng 9 năm 2019  | Singapore    | Singapore   | Sân vận động trong nhà Singapore          | 10,000 |           |
| 20 tháng 9 năm 2019  | Băng Cốc     | Thái Lan    | Impact Arena                              | 33,000 |           |
| 21 tháng 9 năm 2019  | Băng Cốc     | Thái Lan    | Impact Arena                              | 33,000 |           |
| 22 tháng 9 năm 2019  | Băng Cốc     | Thái Lan    | Impact Arena                              | 33,000 |           |
| 28 tháng 9 năm 2019  | Đài Bắc      | Đài Loan    | Nhà thi đấu Đài Bắc                       | 22,000 |           |
| 29 tháng 9 năm 2019  | Đài Bắc      | Đài Loan    | Nhà thi đấu Đài Bắc                       | 22,000 |           |
| 11 tháng 10 năm 2019 | Fukuoka      | Nhật Bản    | Marine Messe Fukuoka                      | 95,000 |           |
| 12 tháng 10 năm 2019 | Fukuoka      | Nhật Bản    | Marine Messe Fukuoka                      | 95,000 |           |
| 13 tháng 10 năm 2019 | Fukuoka      | Nhật Bản    | Marine Messe Fukuoka                      | 95,000 |           |
| 18 tháng 10 năm 2019 | Ōsaka        | Nhật Bản    | Hội trường Osaka-jō                       | 95,000 |           |
| 19 tháng 10 năm 2019 | Ōsaka        | Nhật Bản    | Hội trường Osaka-jō                       | 95,000 |           |
| 22 tháng 10 năm 2019 | Yokohama     | Nhật Bản    | Yokohama Arena                            | 95,000 |           |
| 23 tháng 10 năm 2019 | Yokohama     | Nhật Bản    | Yokohama Arena                            | 95,000 |           |
| 23 tháng 11 năm 2019 | Jakarta      | Indonesia   | Trung tâm hội nghị và triển lãm Indonesia | 95,000 |           |
| 14 tháng 12 năm 2019 | Kuala Lumpur | Malaysia    | Axiata Arena                              | 10,000 |           |
| 20 tháng 12 năm 2019 | Miyagi       | Nhật Bản    | Sekisui Heim Super Arena                  | 20,000 |           |
| 21 tháng 12 năm 2019 | Miyagi       | Nhật Bản    | Sekisui Heim Super Arena                  | 20,000 |           |
| 22 tháng 12 năm 2019 | Miyagi       | Nhật Bản    | Sekisui Heim Super Arena                  | 20,000 |           |
| 29 tháng 12 năm 2019 | Seoul        | Hàn Quốc    | KSPO Dome                                 | 45,000 |           |
| 30 tháng 12 năm 2019 | Seoul        | Hàn Quốc    | KSPO Dome                                 | 45,000 |           |
| 31 tháng 12 năm 2019 | Seoul        | Hàn Quốc    | KSPO Dome                                 | 45,000 |           |